# Bardsrashen
Bardsrashen ou Bardzrashen (en arménien Բարձրաշեն ) est une communauté rurale du marz d'Ararat en Arménie. Comprenant également la localité de Kakavaberd, elle compte 1 523 habitants en 2008.